# Brussels Raiders
I Brussels Raiders sono una squadra di football americano di Bruxelles, in Belgio.
Fondati nel corso degli anni '80 del XX secolo, hanno conquistato per 5 volte il campionato belga.

## Palmarès

### Titoli nazionali
- 5 Campionati belgi (1988, 1989, 1990, 1991, 1994)